# Joe Louis Walker
Joe Louis Walker, también conocido como JLW (San Francisco, 25 de diciembre de 1949-30 de abril de 2025) fue un músico estadounidense guitarrista de blues eléctrico, cantante, compositor y productor. Su conocimiento de la historia del blues se revela por su uso de material antiguo y diferentes estilos. NPR Music le describió como "Un legendario ícono del moderno blues."

## Carrera
Joe Louis Walker nació en San Francisco, Estados Unidos. Provenía de una familia musical, entre sus influencias tempranas están: T-Bone Walker, B.B. King, Meade Lux Lewis, Amos Milburn, y Pete Johnson. Walker comienza a tocar la guitarra a la edad de 8 años y  comienza a ser conocido dentro de la escena de música del Área de la Bahía de San Francisco a la edad de 16. Mientras actúa en sus años adolescentes, va asimilando muchas influencias (especialmente vocalistas como Wilson Pickett, James Brown, Bobby Womack y Otis Redding). En estos años, Walker tocó con John Lee Hooker, J.J. Malone, Buddy Miles, Otis Rush, Thelonious Monk, The Soul Stirrers, Willie Dixon, Charlie Musselwhite, Steve Miller, Nick Lowe, John Mayall, Earl Hooker, Muddy Waters y Jimi Hendrix. Hacia 1968, forjad una gran amistad con Mike Bloomfield que dura hasta que Bloomfield muere en 1981.
Este acontecimiento fue el catalizador que llevó a Walker a un cambio de estilo de vida. Dejó el mundo del blues y se matriculó en la Universidad Estatal de San Francisco, consiguiendo grados en Música e Inglés. Durante este tiempo, Walker actuaba regularmente con The Spiritual Corinthians Gospel Quartet. Después de una actuación en 1985 en el Jazz & Heritage Festival de Nueva Orleans, se siente inspirado a regresar a sus raíces blues,  forma los "Bosstalkers" y firma por el sello HighTone. Bajo los auspicios de Bruce Bromberg y Dennis Walker, su álbum de debut, el Cold Is The Night fue publicado en 1986. Empieca un programa de giras en todo el mundo, entregando un cuatro publicaciones en sucesión para HighTone Records (The Gift (1988), Blue Soul (1989), Live at Slims Vol 1 (1991), y Live at Slims Vol 2 (1992).
Después del largo periodo con HighTone, Walker firma por Polygram para su sello Verve/Gitanes. El primero de los muchos álbumes para Polygram es Blues Survivor en 1993. Esto marca el principio de una era ecléctica en que fusionó muchas de sus influencias gospel, jazz, soul, funk y rock con sus sensibilidades blues. 1993 también vio la publicación del disco de B.B. King, galardonado con el Grammy, Blues Summit, el cual presentó un dúo con Walker (un tema original de Walker:  "Everybody's Had the Blues"). Esto fue seguido por una publicación del DVD en vivo, presentando otro dúo con Walker (una versión de "T-Bone Shuffle").
JLW fue publicado en 1994, presentando invitados como James Cotton, Branford Marsalis, y la sección de viento de Tower of Power.
Durante este periodo, Walker actúa en festivales de música por todo el mundo (Jazz del Mar del Norte, Montreux, Glastonbury, San Francisco, Russian River Jazz, Monterey, New Orleans Jazz & Heritage, Byron Bay, Australia, Notodden, Lucerne y en el Beacon Theatre en Nueva York). 
Blues of the Month Club fue publicado en 1995 y era el primero de tres álbumes coproducidos con Steve Cropper. Este fue seguido por la publicación de Great Guitars en 1997. Los músicos invitados de Walker en este álbum incluían a Bonnie Raitt, Buddy Guy, Taj Mahal, Clarence "Gatemouth" Brown, Otis Rush, Scotty Moore, Robert Lockwood, Jr., Matt "Guitar" Murphy, Steve Cropper, Tower of Power e Ike Turner.
También en 1996, Walker tocó guitarra en el álbum de James Cotton, Deep in the Blues, un Grammy al "Mejor Álbum de Blues Tradicional". Además, Walker ganó su tercer Blues Music Award como Banda del Año (1996). En 1998 publica el álbum Preacher and the President y le sigue Silvertone Blues en 1999 (sexto álbum suyo para Polygram). Esta secuencia continua con Por la mañana (Telarc 2002), Pasa Tiempo (Evidencia 2002), Guitar Brothers (JSP 2002), She's My Money Maker  (JSP 2003), Ridin' Hight (Hightone 2003), New Direction (Provogue 2004) y Playin' Dirty (JSP 2006).
En 2002 en el álbum de tributo, Hey Bo Diddley – A Tribut!, presenta la canción "Who Do You Love?".
En marzo de 2008, Walker firmó con Stony Plain Records y grabó su primer álbum para la etiqueta en abril (producido por Duke Robillard). Este álbum tiene como invitados a Robillard y Todd Sharpville y fue publicado en septiembre de 2008. Su segundo álbum para la etiqueta fue publicado en septiembre de 2009 y se tituló: Between A Rock and The Blues. Este álbum presentó Kevin Eubanks como invitado especial, más conocido por su trabajo como el director musical para el Espectáculo Nocturno con Jay Leno. Este álbum obtuvo cinco nominaciones en los Blues Music Awards del 2010.
En 2012, Walker firmó con Alligator Records de Chicago y publica Hellfire, producido por Tom Hambridge. Billboard lo llamó "Uno de los álbumes más fuertes en el canon de Walker... La guitarra de Walker tocando es fina y feroz. Hellfire Es un escaparate celestial para las virtudes de Walker."
En 2013, Walker fue introducido en el Blues Hall of Fame. Además, ese año, Walker fue nominado en cuatro categorías de los Blues Music Awards.
En 2014, publicó Hornet's Nest, también producido por Hambridge. El Chicago Sun-Times dijo: "Es la prueba viviente del potencial ilimitado de blues." En 2015 publica Everybody Wants A Piece.

## Discografía

### Álbumes
- Everybody Wants A Piece (Provogue, 2015)
- Hornet's Nest (Alligator Records, 2014)
- Hellfire (Alligator Records, 2012)
- Between A Rock and The Blues (Stony Plain Music, 2009)
- Witness to the Blues (Stony Plain Music, 2008)
- Playin' Dirty (JSP, 2006)
- New Direction (Provogue, 2004)
- Ridin' High (HighTone, 2003)
- She's My Money Maker (JSP, 2002/03)
- Guitar Brothers (JSP Records, 2002)
- Pasa Tiempo (Evidence Music, 2002)
- In the Morning (Telarc, 2002)
- Silvertone Blues (Polydor/Polygram, 1999)
- Preacher and the President (Polydor/Polygram, 1998)
- Great Guitars (Polydor/Polygram, 1997)
- Blues of the Month Club (Polydor/Polygram, 1995)
- JLW (Polydor/Polygram, 1994)
- Blues Survivor (Polydor/Polygram, 1993)
- Live at Slim's, Volume Two (HighTone, 1992)
- Live at Slim's, Volume One (HighTone, 1991)
- Blue Soul (HighTone, 1989)
- The Gift (HighTone, 1988)
- Cold Is The Night (HighTone, 1986)

### DVD
- Live At 'On Broadway' (Blues Express, 2001)
- Joe Louis Walker in Concert (inakoustik, 2003)